# Left Alive
Left Alive è un videogioco sparatutto in terza persona sviluppato e pubblicato da Square Enix per PlayStation 4 e Microsoft Windows uscito il 28 febbraio 2019 in Giappone e il 5 marzo dello stesso anno nelle altre nazioni.
Il gioco è ambientato nell'universo di Front Mission.

## Sviluppo
Il gioco è stato annunciato in una conferenza stampa da Sony Interactive Entertainment prima del Tokyo Game Show 2017.